# أندريا غولدسميث (مهندسة)
أندريا غولدسميث هي مهندسة كهربائية أمريكية تشغل حاليا منصب أستاذة في جامعة ستانفورد. تُركز أندريا في أعمالها وفي بحوثها على الهندسة الكهربائية وكذلك على التكنولوجيا،  أما موضوعها الأساسي فيتمثل بالأساس في معالجة الإشارات ونظرية الاتصالات من خلال الأنظمة اللاسلكية والشبكات.

## التعليم
حصلت غولدسميث على درجة البكالوريوس من جامعة كاليفورنيا في بيركلي. بعد ذلك بدأت العمل لمدة أربع سنوات ثم حصلت على شهادة الدكتوراه من جامعة كاليفورنيا في بيركلي أيضا.

## العمل الأكاديمي
بدأت غولدسميث حياتها المهنية والأكاديمية في معهد كاليفورنيا للتكنولوجيا لكنها بقيت هناك لمدة عامين فقط قبل أن تنضم لجامعة ستانفورد في عام 1999. وقبل انضمامه للجامعة كانت قد شغلت العديد من المناصب في القطاع الخاص على غرار شركة مكسيم للتقنيات أو شركة ميموري لينك كما عملت في مختبرات بل. تشغل غولدسميث حاليا منصب أستاذة في كلية الهندسة وأستاذة هندسة كهربائية في جامعة ستانفورد، كما أنها عضو في المجلس الاستشارس التابع لجامعة ستانفورد وعضو في كلية منتدى المرأة في اللجنة التوجيهية في مجلس الكلية. وهي الرئيسة التنفيذية لشركة صغيرة تهتم بالتكنولوجيا وبتقنيات الواي فاي. تُركز في بحوثها الحالية في جامعة ستانفورد على تصميم وتحليل أداء وحدود الشبكات اللاسلكية كما تحاول التحقق وتطبيق نظرية الاتصال ومعالجة الإشارات ومحاولة الاستفادة منها في علم الأعصاب. هذا وتجدر الإشارة إلى أن غولدسميث مخترعة حاصلة على 28 براءة اختراع. وهي عضو في الأكاديمية الوطنية للهندسة والأكاديمية الأمريكية للفنون والعلوم وزميلة في معهد مهندسي الكهرباء والإلكترونيات.

## الجوائز
حصلت غولدسميث على جائزة تقديرية من معهد مهندسي الكهرباء والإلكترونيات، كما نالت جائزة أخرى من الأكاديمية الوطنية للهندسة ثم حصلت في وقت لاحق على جائزة تشريفية بعد إلقائها محاضرة في إحدى الجامعات واعتُبرت من بين أكثر النساء المؤثرات في مجال العلوم في تلك الفترة.